# Inventaire/Invention
 (novembre 2016).
Si vous disposez d'ouvrages ou d'articles de référence ou si vous connaissez des sites web de qualité traitant du thème abordé ici, merci de compléter l'article en donnant les références utiles à sa vérifiabilité et en les liant à la section « Notes et références ».
Inventaire/Invention est un lieu et une maison d’édition en ligne et sur papier fondés en 1999 par Patrick Cahuzac.
Le nom complet est Les Amis d'Inventaire Invention.

## Historique
Inventaire/Invention, qui se définissait elle-même comme un « pôle multimédia de création littéraire », a pris corps en 1999 au sein du Métafort d'Aubervilliers porté par Jack Ralite.  Projet éditorial en quête d'une certaine "écriture du réel", I/I prit dès 1999 la forme d'une revue littéraire sur Internet. Suivent dès l'année suivante, en 2000, des éditions papier de certains textes courts. 
Les lecteurs avaient la possibilité de choisir entre la gratuité de la lecture des textes sur Internet et l'acquisition de ces mêmes textes sous forme de petits livres à bas prix, en les commandant en ligne ou en les achetant dans les lieux de diffusion partenaires d'Inventaire/Invention. Furent édités ainsi Karim Madani, Albane Gellé, Arno Calleja, Nathalie Quintane, Tanguy Viel, Jean-Claude Pirotte, Leslie Kaplan, Patrick Bouvet, François Bon.
Constitué en association, le pôle Inventaire/Invention organisa dès 2001 des débats, des lectures publiques, des rencontres interprofessionnelles sur la littérature contemporaine (Transversales), ainsi que des ateliers. Le pôle Inventaire/Invention s'étant donné pour objectif de faire découvrir plus largement la littérature de création, il développa des actions de médiation culturelle (L'Invention du réel, ateliers de lecture en médiathèque, dans les lycées, etc.), ainsi qu'une plateforme de réflexion interprofessionnelle sur la diffusion et la médiation en faveur de la littérature de création, Transversales.
L’aventure de l’association s’est achevée en février 2009 par une liquidation judiciaire (réduction, puis arrêt des subventions des partenaires publics).

## Parutions

### Livres
- Chirurgie de Philippe Adam
- France audioguide de Philippe Adam
- Le Syndrome de Paris de Philippe Adam
- J’achète d’Emmanuel Adely
- Édition limitée d’Emmanuel Adely
- Intime de Pierre Alferi
- Entre deux mondes de Corinne Atlan
- Tiphasme est phasme d’Edith Azam
- Vers Aubervilliers de Thierry Beinstingel
- Cuba-Cola de Julien Blaine
- Souci de François Bon
- La ville est ce cri de François Bon
- Ciel à l'envers de Patrick Bouvet
- Client zéro de Patrick Bouvet
- Expérience de Patrick Bouvet
- Flashes de Patrick Bouvet
- Résistance, 61 messages personnels présentés par Patrick Cahuzac
- Medium is mess de Nicole Caligaris
- Criture d'Arno Calleja
- Écrires de Jean-Philippe Cazier
- CHTO interdit aux moins de 15 ans de Sonia Chiambretto
- 12 Sœurs slovaques de Sonia Chiambretto
- Mon képi blanc de Sonia Chiambretto
- Là où l’âme se déchire un peu mais pas toute de Rémi Checchetto
- L’Enjeu démocratique des NTIC  de Gérard David
- La 4e des plaies vole de Suzanne Doppelt
- Le monde est beau, il est rond de Suzanne Doppelt
- K.-O. de Antoine Emaz
- En guerre de Jean-Michel Espitallier
- Ada, tu t’en souviens, n’est-ce pas ? de Colette Fellous
- Qui veut la peau de Harry ? de Christophe Fiat
- Écrire à même les choses, ou de Jérôme Game
- Petit traité topographique du Pantin d’une collégienne de Marie  Gauthier
- Quelques d’Albane Gellé
- Un bruit de verre en elle d’Albane Gellé
- Les talibans n’aiment pas la fiction de Liliane Giraudon
- Mes biens aimé(e)s de Liliane Giraudon & Christophe Chemin
- Mort de Claudia de Sibylle Grimbert
- I love New York de Philippe Gueguen
- Les enfants précoces ne vont pas au paradis de Philippe Gueguen
- La Musique de P.N.A. Handschin
- Bon d’accord allez je reste de Ludovic Janvier
- Prolégomènes à tout château d’eau de Jean-Yves Jouannais
- L’enfer est vert de Leslie Kaplan
- L’Invention du rêveur de Georgy Katzarov
- Ce qui s'appelle crier de Joris Lacoste
- Comment faire un bloc  de Joris Lacoste
- Chemin faisant de Louise L. Lambrichs
- Le Cas Handke de Louise L. Lambrichs
- L’Effet papillon de Louise L. Lambrichs
- Notes pour une poétique du roman de Luc Lang
- Amparo de Catherine Lépront
- Lou de Catherine Lépront
- Fragments de cauchemar américain de Karim Madani
- De ça de Vladimir Maiakovski, traduction et présentation de Henri Deluy
- Tout doit disparaître de Sylvain Marcelli & P. Desjonqueres
- S’il tranche de Florence Pazzottu
- Dame et dentiste de Jean-Claude Pirotte
- L’Année de l’Algérie de Nathalie Quintane
- Heisei de Béatrice Rateboeuf
- Autopsie d'Alina Reyes
- Les Lois de l’hospitalité d'Olivia Rosenthal
- Tokyo infra-ordinaire de Jacques Roubaud
- Topaze de Murakami Ryu
- L’Attache mongole de la paupière de Pol Savina
- Elles en premier toujours de Jacques Serena
- La Confusion du sourire de Dominique Sigaud
- Maladie de Tanguy Viel
- Tout s'explique de Tanguy Viel
- Peint en rouge, collectif d’auteurs[4] réunis par Suzanne Doppelt

### Cédérom
- Panoptic : Un panorama de la poésie contemporaine, collectif